# 韦兰-蒂埃兰
韦兰-蒂埃兰（法語：Veyrins-Thuellin，法語發音：[veʁɛ̃ tɥɛlɛ̃]）是法国伊泽尔省的一个旧市镇，属于拉图尔迪潘区。韦兰-蒂埃兰于1972年由原市镇韦兰（Veyrins）和蒂埃兰（Thuellin）合并而成。2016年1月1日，韦兰-蒂埃兰与市镇莱萨沃尼耶尔合并为新市镇莱萨沃尼耶尔-韦兰-蒂埃兰。

## 地理
韦兰-蒂埃兰（45°37'32"N, 5°32'21"E）面积11.56 平方千米，位于法国奥弗涅-罗讷-阿尔卑斯大区伊泽尔省，该省份为法国东南部内陆省份，北起顺时针与安省、萨瓦省、上阿尔卑斯省、德龙省、阿尔代什省、卢瓦尔省和罗讷省。
与韦兰-蒂埃兰接壤的市镇（或旧市镇、城区）包括：勒布沙日、科尔伯兰、多洛米约、韦兹龙斯-屈尔坦。
韦兰-蒂埃兰的时区为UTC+01:00、UTC+02:00（夏令时）。

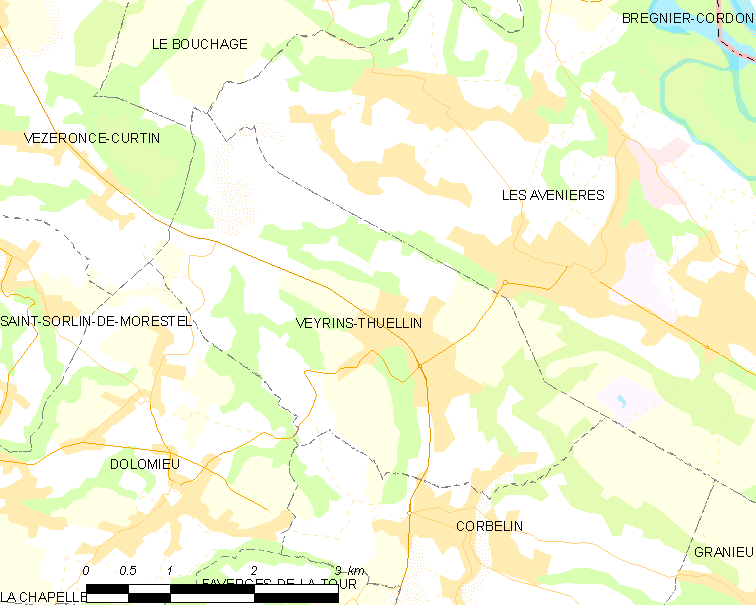
韦兰-蒂埃兰的OSM定位图

## 行政
韦兰-蒂埃兰的邮政编码为38630，INSEE市镇编码为38541。

## 政治
韦兰-蒂埃兰所属的省级选区为莫雷斯泰勒县。

## 人口

1962-2008年间韦兰-蒂埃兰人口变化图示

韦兰-蒂埃兰于2018年1月1日时的人口数量为2129人。